# Янис Хамилакис
Янис Хамилакис (на гръцки: Γιάννης Χαμηλάκης) е гръцки археолог и писател, който е професор по археология от фамилията Джоуковски и професор по новогръцки изследвания в университета „Браун“. Специализира в археологията на Егейско море в праисторическата епоха, както и в историческата археология, включително етнография и антропология. Неговите научни интереси включват национализъм, постколониализъм и миграционни изследвания.
Роден е през 1966 г. в град в Сития, остров Крит. През 1988 г. получава бакалавърска степен по история и археология от Критския университет, по-късно получава магистърска степен и докторантура от Шефилдския университет. В периода 2000 – 2016 г. е професор по археология в Саутхемптънския университет. В периода 2012 – 2013 г. е член на Принстънския институт за напреднали изследвания. Бил е и сътрудник в Американското училище за класически изследвания в Атина, Принстънския университет, Синсинатския университет и изследователския институт Гети в Лос Анджелис.